# Crisis económica en México (2008-2009)

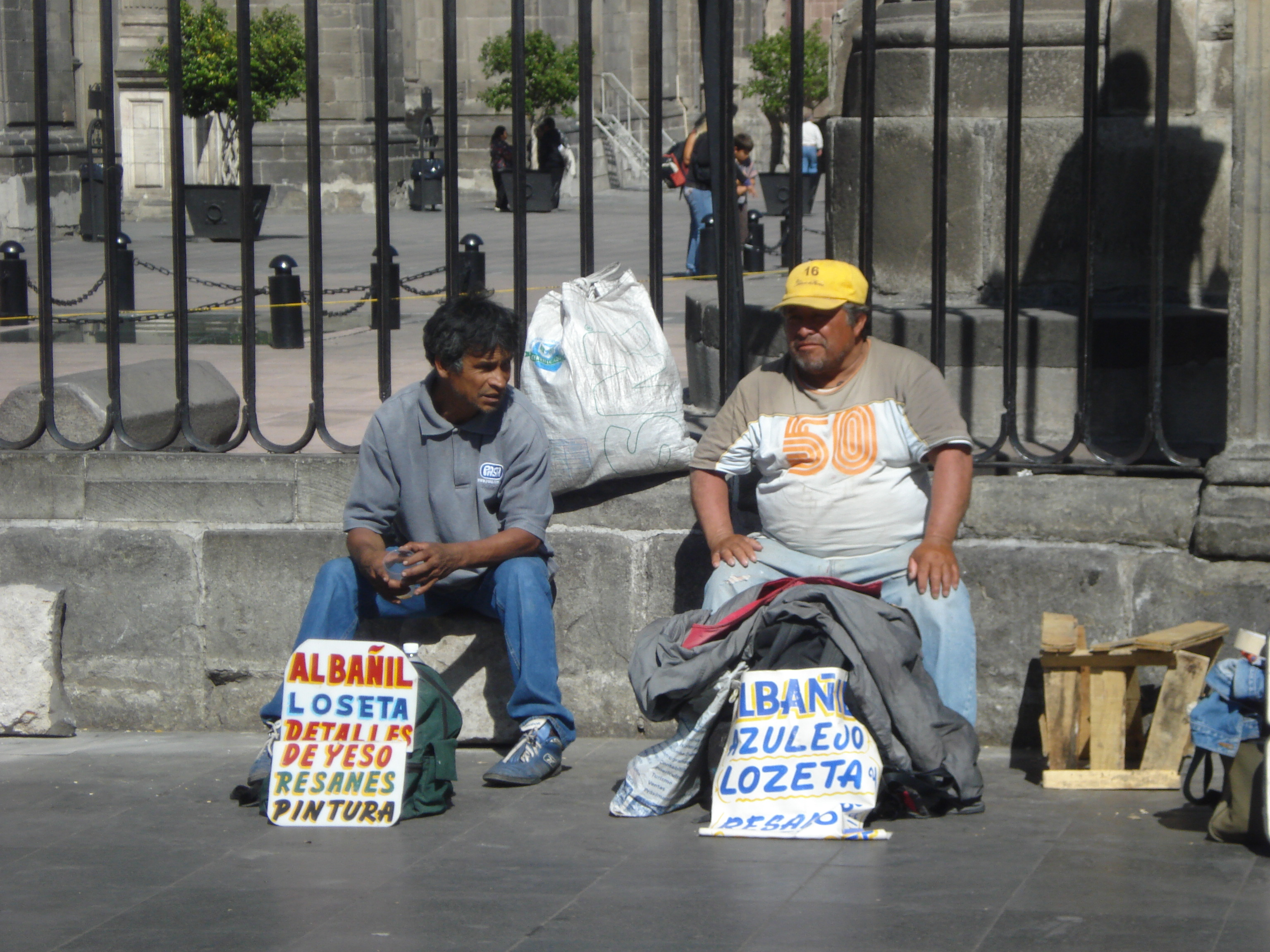
La crisis en México ha lanzado más de un millón de personas al desempleo hasta julio de 2009. En la imagen, dos albañiles esperan una oferta de trabajo en el costado de la Catedral de la Ciudad de México.

La crisis económica en México de 2009 fue la peor recesión económica de este país en 70 años. De acuerdo con los pronósticos de la Organización para la Cooperación y el Desarrollo Económico (OCDE), la contracción del producto interno bruto mexicano al terminar 2009 sería de 8%. Está relacionada directamente con la crisis ocurrida de manera simultánea en varios países del mundo. La desaceleración de Estados Unidos y la dependencia económica de México hacia su vecino del norte contribuyeron a aumentar los efectos de la crisis. A este cuadro se suman otros hechos internos, especialmente la epidemia de gripe A(H1N1) que afectó al país desde abril de 2009.
La contracción del producto interno bruto mexicano es una de las mayores caídas no solo en Iberoamérica sino en todo el mundo en el panorama de crisis generalizada. Las posturas oficiales relacionan esta caída con el episodio de la epidemia de gripe A, pero hay indicios de que el comportamiento negativo de la economía mexicana en 2009 es resultado de procesos que se venían gestando años atrás. Por ejemplo, en julio de 2009 el Instituto Nacional de Estadística y Geografía (INEGI) presentó un informe que revelaba que de 2006 a 2008 la desigualdad económica en el país había crecido, lo que quiere decir que el decil de nivel socioeconómico más alto de la población aumentó sus ingresos, mientras que los cuatro deciles más bajos vieron reducir su participación de la riqueza nacional.

## Crisis financiera

### Depresión del peso mexicano
| "Inyecciones" de Banxico al mercado cambiario mexicano | "Inyecciones" de Banxico al mercado cambiario mexicano |
| Fecha                                                  | Cantidad (mdd)                                         |
| ------------------------------------------------------ | ------------------------------------------------------ |
| 16 de octubre de 2008                                  | 1.900                                                  |
| 3 de febrero de 2009                                   | 102                                                    |
| 20 de febrero de 2009                                  | 400                                                    |
| 22 de abril de 2009                                    | 3.221                                                  |
| 16 de julio de 2009                                    | 50                                                     |
| 21 de julio de 2009                                    | 50                                                     |

A lo largo de 2008, el peso mexicano se vio sometido a sucesivas devaluaciones que le llevaron a perder alrededor del 50% de su valor frente al dólar estadounidense. Esto ocurrió en el marco de la crisis financiera mundial, que entre otras cosas implicó la quiebra de numerosas instituciones bancarias, las más importantes ocurrieron en Estados Unidos. En México los inversionistas comenzaron a adquirir grandes cantidades de dólares. Al aumentar la demanda de la divisa estadounidense, el peso se devaluó. En diciembre de 2008 la depreciación del peso mexicano alcanzó 26,70%, con una cotización de 14 pesos por dólar. La situación llegó al extremo que el Congreso de la Unión solicitó a Guillermo Ortiz, gobernador del Banco de México (Banxico), aclarar el modo en que se pretendía enfrentar la devaluación de la moneda nacional.
Como una medida precautoria, el Banco de México había venido "inyectando" fuertes cantidades de dólares al mercado cambiario con el propósito de contener la devaluación del peso. Hacia febrero de 2009, la reserva de dólares de Banxico había perdido 20 mil 62 millones de dólares, que fueron destinados a aminorar la presión sobre el peso.
Algunos especialistas atribuyeron la volatilidad de la cotización del dólar a una combinación de múltiples factores. Entre estos se encuentra el citado aumento de la demanda de la divisa, pero se añade también la acción de los especuladores, el retiro de inversiones en divisas extranjeras y una mala percepción del desempeño de la economía mexicana.

### El fin en las finanzas públicas
La caída en el precio del petróleo y la menor recaudación por concepto de impuestos, generaron una reducción en los ingresos del Estado mexicano. Habiendo menos dinero disponible en las arcas nacionales, la Secretaría de Hacienda y Crédito Público (SHCP) a través del subsecretario de Egresos, Dionisio Pérez, dio a conocer la decisión del Gobierno de la República de recortar el presupuesto público en 35 mil millones de pesos (equivalentes a 2 mil 640 millones de dólares). A este recorte presupuestal anunciado el 28 de mayo de 2009 se sumó un segundo reajuste por 50 mil millones de dólares al Presupuesto de Egresos de la Federación para 2009. Este fue anunciado el 24 de julio de 2009 por el secretario de Hacienda, Agustín Carstens. De acuerdo con las declaraciones de Carstens, 78% del importe del reajuste afectaría el gasto corriente del gobierno y el 22% restante se aplicaría sobre el rubro de inmuebles, muebles y obra pública. Desde que se dio a conocer el primer reajuste presupuestal se anunció que esta medida no afectaría los programas sociales del gobierno. Sin embargo, en los días siguientes la crisis financiera del Estado mexicano alcanzó a dos áreas directamente implicadas en el bienestar social. Primero la crisis impactó a las universidades públicas y más tarde tocó al sector salud.

#### Universidades públicas
El 16 de junio de 2009, el secretario de Educación Pública, Alonso Lujambio, requirió a las universidades públicas del país implementar estrategias de reducción de sus gastos de manera "voluntaria", con el propósito de contribuir al ahorro de recursos del erario nacional. Al mismo tiempo, se dio a conocer el hecho de que los presupuestos de la Universidad Autónoma de Chihuahua (UACH) y el Colegio de Posgraduados estaban contemplados para ser recortados, lo que derivó en protestas por parte de ambas instituciones y la Asociación Nacional de Instituciones de Educación Superior (ANUIES). El rector de la UACh, Raúl Chávez, declaró: "¿Adónde trasladamos un recorte?, ¿dejamos las obras suspendidas?, ¿suspendo algún programa?, ¿suspendo Radio Universidad?, ¿recorto la orquesta sinfónica?". Por su parte, el secretario de ANUIES señaló que la asociación estaba buscando estrategias para evitar las reducciones a los presupuestos de las universidades públicas. Finalmente, el 25 de junio, la ANUIES anunció que descartaba la posibilidad de que este año se aplicaran recortes a las universidades federales y estatales, aunque iniciarían diálogos con el Poder Legislativo encaminados a ampliar los recursos para el año siguiente.
A pesa de las declaraciones de los representantes de la ANUIES, el 21 de julio de 2009 el secretario de Educación Pública, Alonso Lujambio, hizo público que se había acordado un recorte de 800 millones de pesos a la educación superior. El anuncio tuvo lugar en el marco de la inauguración de un centro de capacitación de ANUIES. Los miembros de esta asociación desconocían la decisión tomada por el gobierno federal, y deploraron el recorte presupuestal.

#### Sector salud
También el secretario de Salud, José Ángel Córdova Villalobos, debió reconocer el 11 de agosto de 2009 que su presupuesto para el año siguiente sería recortado en 5 mil millones de pesos, que supuestamente se aplicarán en el gasto corriente y no implicaría despidos de personal ni reducción de los recursos para la investigación científica. A despecho de lo anterior, Córdova Villalobos también reconoció que uno de los principales problemas que enfrenta la Secretaría de Salud es el desabasto de medicamentos, aunque confió igualmente que el desabasto pueda ser compensado mediante la introducción de medicamentos genéricos intercambiables de bajo costo.

### Dificultades en las finanzas municipales y estatales
Como consecuencia de la crisis económica, algunos municipios y estados de la Federación vieron reducidos sus ingresos por concepto de fondos federales. Esto ocasionó que varios de ellos pararan labores, redujeran salarios de los trabajadores con percepciones más bajas en el escalafón e incluso se declararan en bancarrota.

#### "Quiebra" de Romita (Guanajuato)
Felipe Durán, alcalde de Romita (Guanajuato) declaró en "quiebra" a su municipio el 15 de julio de 2009. Ante esta situación, el Ayuntamiento cerró sus puertas y dejó de brindar servicios públicos a los más de 53 mil romitenses, incluyendo entre otras cosas la recolección de desechos y la seguridad pública. Durán señaló que el gobierno de Guanajuato, encabezado por Juan Manuel Oliva Ramírez, había restringido las participaciones en los últimos meses. "Nos daban un millón 900 mil pesos y nos comenzaron a dar 400 mil o 300 mil por mes", declaró el alcalde en el marco de la crisis municipal. De acuerdo con José Antonio Marmolejo Rangel, contralor municipal de Romita, se detectaron "malos manejos" en el presupuesto romitense, con varias partidas sobregiradas. Por las mismas fechas, el alcalde de este municipio se reunió con el secretario de Finanzas y Administración del gobierno del estado de Guanajuato, buscando una alternativa para sanear las finanzas romitenses.

#### Estado de Guerrero
A partir del 21 de julio de 2009, suspendieron labores más de dos mil trabajadores del Palacio de Gobierno y el Congreso del Estado de Guerrero, y del Ayuntamiento de Chilpancingo. Esto por una iniciativa del gobierno de que cada caso es de los poderes estatales y el ayuntamiento Chilpancinguense duró 15 días, hasta el 3 de agosto de 2009.

## Contracción del PIB mexicano
| Comportamiento de la economía mexicana (2008-2009, por trimestre) | Comportamiento de la economía mexicana (2008-2009, por trimestre) |
| Trimestre                                                         | Crecimiento del PIB                                               |
| ----------------------------------------------------------------- | ----------------------------------------------------------------- |
| I-2008                                                            | 2,6%                                                              |
| II-2008                                                           | 2,9%                                                              |
| III-2008                                                          | 1,7%                                                              |
| IV-2008                                                           | -1,6%                                                             |
| I-2009                                                            | -8,0%                                                             |
| II-2009                                                           | -10,3%                                                            |

Pronósticos de la contracción del PIB mexicano para 2009
 
México es uno de los países que ha presentado las cifras más alarmantes de contracción de su economía nacional en el marco de la crisis económica del final de la primera década del siglo XXI. Desde que inició la contracción de su economía en el último trimestre de 2008, México ha presentado muy pobres desempeños económicos que lo ubican incluso a la zaga de todos los países latinoamericanos. El 15 de julio de 2009, la Comisión Económica para América Latina y el Caribe (CEPAL) pronosticó que para 2009 la caída conjunta de la economía latinoamericana sería de 1,9%. En ese marco, el peor pronóstico correspondió a la economía mexicana, a la que se auguró una caída de 7,0% para ese año. En un segundo lugar se ubicaría Costa Rica, con una contracción cercana a 3,0% de su PIB. El desempeño económico de México sería menor incluso que el de algunas de las naciones más pobres de la región, como Haití (con crecimiento de 2,0% para 2009) y Bolivia (con 2,5% de crecimiento).

### Contracción del PIB por trimestre
Para el año 2008, las autoridades económicas de México habían pronosticado un crecimiento del producto interno bruto nacional (PIB) de 1,8%. Sin embargo, el Instituto Nacional de Estadística y Geografía (Inegi) informó el 20 de febrero de 2009 que el crecimiento había sido menor al esperado en medio punto porcentual, para llegar a una expansión anualizada de la economía equivalente al 1,3% del PIB. A este anuncio se sumó la confirmación de la contracción del PIB nacional durante el último trimestre del año 2008, equivalente a 1,6% de la economía nacional. De acuerdo con el informe del Inegi, la caída del PIB mexicano se debió a la contracción de la actividad industrial, especialmente de la producción manufacturera, que presentó un retroceso de 4,9% con respecto al trimestre anterior. Otras ramas afectadas durante el último trimestre de 2008 fueron la industria de la construcción (-4,4%) y el sector terciario de la economía (-0,9%).

## Desempleo
| Desempleo abierto en México (junio de 2008-julio de 2009) | Desempleo abierto en México (junio de 2008-julio de 2009) | Desempleo abierto en México (junio de 2008-julio de 2009) | Desempleo abierto en México (junio de 2008-julio de 2009) |
| Mes                                                       | Total                                                     | Hombres                                                   | Mujeres                                                   |
| --------------------------------------------------------- | --------------------------------------------------------- | --------------------------------------------------------- | --------------------------------------------------------- |
| Junio de 2008                                             | 3.55                                                      | 3.31                                                      | 3.93                                                      |
| Julio de 2008                                             | 4.15                                                      | 3.92                                                      | 4.52                                                      |
| Agosto de 2008                                            | 4.15                                                      | 4.01                                                      | 4.38                                                      |
| Septiembre de 2008                                        | 4.25                                                      | 4.13                                                      | 4.45                                                      |
| Octubre de 2008                                           | 4.11                                                      | 4.28                                                      | 3.83                                                      |
| Noviembre de 2008                                         | 4.47                                                      | 4.68                                                      | 4.12                                                      |
| Diciembre de 2008                                         | 4.32                                                      | 4.27                                                      | 4.40                                                      |
| Enero de 2009                                             | 5.00                                                      | 4.84                                                      | 5.26                                                      |
| Febrero de 2009                                           | 5.30                                                      | 5.47                                                      | 5.01                                                      |
| Marzo de 2009                                             | 4.76                                                      | 4.86                                                      | 4.59                                                      |
| Abril de 2009                                             | 5.25                                                      | 5.48                                                      | 4.88                                                      |
| Mayo de 2009                                              | 5.31                                                      | 5.52                                                      | 4.98                                                      |
| Junio de 2009                                             | 5.17                                                      | 5.37                                                      | 4.82                                                      |
| Julio de 2009                                             | 6.12                                                      | 5.97                                                      | 6.37                                                      |

Desde el tercer trimestre de 2008 se advirtió en México una elevación importante del índice de desempleo abierto. De acuerdo con la Encuesta Nacional de Ocupación y Empleo (ENOE), que arroja información mensual sobre la situación del empleo en el país, durante el 2007 y la primera mitad del año 2008 hubo una estabilidad la tasa de desocupación, casi siempre menor a 4,00%, con elevaciones mínimas durante los primeros meses de esos dos años. A partir del mes de julio de 2008 se observó un repunte del desempleo abierto en la República Mexicana, cuando el indicador dio 4,15% de la población desempleada. En julio de 2009, la tasa ya alcanzaba 6,12%. Este aumento de la desocupación abierta en el país ha afectado principalmente a las mujeres.
De acuerdo con los datos arrojados por la ENOE, entre julio y noviembre de 2008 más de 316 mil personas se quedaron sin trabajo en el país. Así, en noviembre de 2008, alrededor de un millón 900 mil personas se encontraban en paro forzado. La contracción del mercado laboral formal se amortiguó ligeramente con el ingreso de poco más de 300 mil personas a la economía informal, en la que el Inegi ubicaba a 11,8 millones de personas (más del 10% de la población total de México). Por su parte el Instituto Mexicano del Seguro Social (IMSS) reportaba que más de 356 mil trabajadores y trabajadoras habían sido registrados como derechohabientes, pero de ellos el 45% eran empleados eventuales. Al concluir el año 2008, la CEPAL pronosticaba que el año siguiente otras 390 mil personas se quedarían sin empleo en México.

## Aumento de la desigualdad y la pobreza
La crisis económica en México ha incrementado el número de personas que viven en la pobreza en este país. De acuerdo con la Encuesta Nacional de Ingreso y Gasto de los Hogares (ENIGH), realizada por el Inegi en 2008, el ingreso de los sectores más pobres de la población ha disminuido en comparación con el ingreso de los segmentos más favorecidos. De esta manera, los 6 deciles más pobres de los mexicanos percibe en su conjunto el 27,6% del PIB nacional bruto, lo que representa 0,9% menos en comparación con 2006. En contraste, en 2008 el decil con ingresos más altos concentraba 36,3% del PIB nacional bruto; esto quiere decir que su participación en la riqueza nacional aumentó 0,6% en comparación con 2006.
De acuerdo con el Banco Mundial (BM), 10 millones de mexicanos cayeron en la pobreza entre 2006 y 2009. Sólo en 2008 fueron 4,2 millones los nuevos pobres en el país, mientras que entre 2006 y 2008 engrosaron la estadística 5,9 millones. El informe del BM apunta que en México viven 54,8 millones de personas por debajo de la línea de pobreza, lo que equivale a 51% de la población de esa nación latinoamericana. Con estas cifras, México se convierte en el país más afectado por la crisis de 2008-2009 en América Latina. Del conjunto de nuevos pobres en América Latina a consecuencia de la crisis, México concentró casi la mitad de ellos, mientras que Brasil (en el segundo sitio) sólo representa la quinta parte.

## Medidas anticíclicas

### Desaparición de secretarías de Estado
Como una medida para reducir el gasto gubernamental en el marco de la crisis, Felipe Calderón Hinojosa anunció la desaparición de tres secretarías de Estado —equivalentes a los ministerios en otros países— cuyas funciones podrían ser absorbidas por otras entidades del gobierno federal. Estas son las secretarías de Turismo (Sectur), Reforma Agraria (SRA) y Función Pública (SFP). De acuerdo con el mensaje de Calderón del 8 de septiembre de 2009, las funciones de estas dependencias serían absorbidas por otras instancias, en el caso de Sectur, sería incorporada a la Secretaría de Economía; la Reforma Agraria trasladaría sus funciones a las secretarías de Desarrollo Social (Sedesol) y de Agricultura, Ganadería, Desarrollo Rural, Pesca y Alimentación (Sagarpa); la SFP sería convertida en Contraloría de la Federación, dependencia directa de la Presidencia de la República.